# Диодот Трифон
Диодот Трифон (др.-греч. Διόδοτος δ Τρύφων; ум. 138 до н. э.) — царь Сирии (со 142 до н. э.). Полководец при Деметрии I Сотере.
После смерти Александра Баласа провозгласил в 145 году до н. э. его малолетнего сына Антиоха VI царём, но в 142 году до н. э. свергнул его и захватил власть в области Полая Сирия, где Деметрий II Никатор был непопулярен из-за жестокого обращения с евреями.
Внутренняя обстановка в различных областях государства Селевкидов была сложной и Трифон активно искал союзников, привлёк на свою сторону хасмонеев, которые боролись против Деметрия II. Хасмонейский первосвященник Ионатан в 141 году до н. э. был приглашён Трифоном в Птолемаиду на дружескую встречу. Он убедил Йонатана распустить 40-тысячную армию в обмен на несколько крепостей. Когда Йонатан прибыл с отрядом в тысячу человек на встречу, по приказу Трифона все воины были убиты, а сам первосвященник был пленён и позже казнён.
Вместо Ионатана первосвященником был избран его брат Симон, который поддержал сирийского царя Антиоха VII Сидета, выступившего против Трифона. В 138 году до н. э. Антиох VII победил его, после чего Трифон покончил жизнь самоубийством.
В 142 году до н. э. Трифон объявил о болезни Антиоха VI и необходимости хирургической операции. В конце 142 или начале 141 года до н. э. Антиох VI; большинство древних источников обвиняют Диодота в том, что он приказал убить молодого царя. Диодот убедил армию избрать себя царем.

## Биография

### На службе Александра Баласа
Диодот был родом из Хаблона, зависимого от Апамеи города. Он служил полководцем у Александра Баласа во время гражданской войны, которую тот вел с Деметрием II Никатором. В 145 году до н.э., когда тесть Александра и царь Египта Птолемей VI Филометор перешел на сторону Деметрия II и вторгся в Сирию, Диодот и человек по имени Иеракс командовали городом Антиохия. Они сдали её Птолемею и провозгласили его царем империи Селевкидов. Птолемей, не желая напрямую править ни Египтом, ни государством Селевкидов, отказался от титула в пользу Деметрия II.

### Восстание против Деметрия II

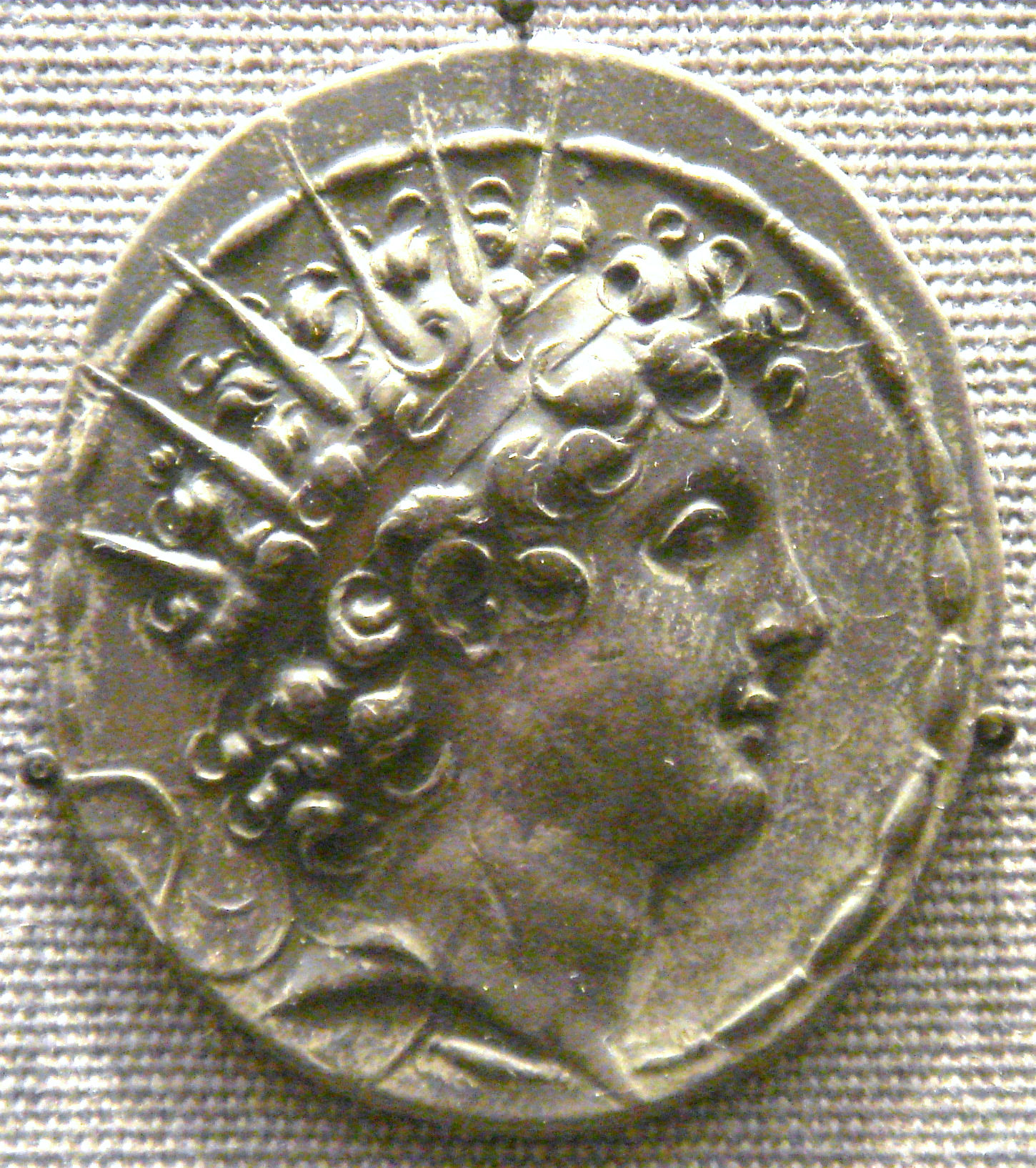
Coin struck by Diodotus in the name of Antiochus VI

Как только Деметрий II закрепился на троне, он начал устранять бывших соратников Александра. Диодот представлен в Первой книге Маккавеев как «некий Трифон, [который] ранее был одним из сторонников Александра», который увидел и воспользовался возможностью, когда «увидел, что все войска ропщут против Деметрия [II]». Вероятно, он счел, что ему угрожает опасность, и бежал к арабскому правителю по имени Забдиэль или Ималкуэ, которому было поручено заботиться о маленьком сыне Александра. Диодот, заручившись поддержкой арабов, провозгласил новым царем сына Александра, Антиоха VI Диониса. Новому царю было меньше пяти лет, и вся фактическая власть принадлежала Диодоту как его регенту.
Диодот и Антиох поначалу игнорировались Деметрием, который должен был укрепить свою власть, а также столкнулся с финансовыми трудностями. Используя недовольство правящим режимом, Диодот собрал большую армию в своей штаб-квартире в Халкиде. В конце концов Деметрий выступил против них, но потерпел поражение в битве, после чего Диодот получил контроль над Апамеей и Антиохией. Нумизматические свидетельства указывают на то, что Апамея была взята в начале 144 года, а Антиохия - в конце 144 или начале 143 г.
Диодот от имени Антиоха VI контролировал большую часть Келесирии, включая Антиохию, Апамею, Ларису и Халкиду. С другой стороны, Деметрий обосновался в Селевкии Пиерии и сохранил контроль над многими сирийскими и финикийскими прибрежными городами и Киликией. Месопотамия также продолжала признавать Деметрия, и вторжение Диодота в этот регион в середине 144 года, по-видимому, провалилось. Территории, расположенные дальше к востоку, такие как Сузы и Элимаида, были завоеваны парфянами, которые в конечном итоге также взяли под свой контроль Месопотамию в середине 141 г. до н. э.

### Поход в Иудею
В то же время Диодот обратился с дипломатическими предложениями к евреям во главе с Ионафаном Апфусом, чтобы они присоединились к нему против Деметрия, оказав ему почести и назначив его брата Симона Тасси военачальником. Ионафан принял эти предложения. Иосиф Флавий оправдывает это тем, что Димитрий преследовал евреев и что память об Александре Баласе побудила их поддержать его сына Антиоха VI. Однако такая ситуация продлилась недолго. Еврейские источники утверждают, что смелость нападок Ионафана на сторонников Деметрия заставила Диодота испугаться его могущества и начать строить против него заговоры. В 142 году до н. э. Диодот отправил войска, которые заманили Ионафана с небольшой охраной в Птолемаиду и захватили его в плен. Хотя Симон Тасси заплатил требуемый Диодотом выкуп за своего брата, Диодот все равно приказал казнить его и попытался напасть на Иерусалим. Сильный снегопад вынудил его снять осаду и вернуться в Сирию. Симон быстро стал близким союзником Димитрия II, который даровал ему широкие свободы, что впоследствии рассматривалось как момент, когда еврейское государство Хасмонеев обрело полную независимость.
В том же году армия Трифона разгромила силы сторонников Деметрия под командованием Сарпедона между Птолемаидой и Тиром, но, по словам Афинея, когда преследуя их они продвигались вдоль побережья, огромная приливная волна уничтожила армию.

### Титулатура
Как царь, Диодот использовал имя Трифон Автократор. «Трифон» относится к эллинистической царской добродетели — tryphe (роскоши). Типаж иногда был негативным признаком, подразумевающим мягкость, но также мог быть положительным, свидетельствующим о богатстве правителя и его способности вознаграждать своих подданных. Эпитет автократор уникален; он не присваивается ни одному другому греческому правителю этого периода. Эдвин Бивэн утверждал, что эпитет был призван напомнить о македонских царях Филиппе II и Александре, которые носили титул стратегов-автократоров как избранные лидеры участвовавших в войне с Персией греческих войск. По мнению Бивэна, эта отсылка указывала на избрание Трифона царем «свободного греко-македонского государства Сирия». Борис Хрубасик утверждает, что Трифон взял этот эпитет в подражание парфянским правителям и чтобы подчеркнуть свою независимость от своих предшественников (термин Автократор буквально означает «правящий (самостоятельно)»). Воинственный подтекст этого слова, возможно, служил противовесом мягкости, которая иногда ассоциировалась со словом tryphe.

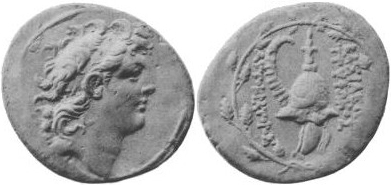
Монета Трифон. На обратной стороне — беотийский шлем. Надпись на древнегреческом языке: ΒΑΣΙΛΕΩΣ ΤΡΥΦΩΝΟΣ ΑΥΤΟΚΡΑΤΟΡΟΣ, Basileōs Tryphōnos Autokratoros, «базилевс Трифон»

Нет никаких признаков того, что Трифон причислял себя к династии Селевкидов. Напротив, он подчеркивал разрыв со своими предшественниками-необычным титулом, а также иконографией своих монет. На его монетах он изображен в зрелом возрасте, с довольно полным лицом и длинными распущенными волосами, что подчеркивает роскошь, подразумеваемую именем Трифон. На обратной стороне его монет изображен искусно украшенный беотийский шлем. Возможно, это было сделано для того, чтобы расширить его связи с армией и/или ещё больше подчеркнуть идею военной роскоши. На разрыв с Селевкидами также указывал отказ от селевкидской системы датирования, в которой годы непрерывно отсчитывались с момента прихода к власти Селевка I. Трифон ввел новую систему, отсчитывающую от его собственного восшествия на престол.
Чтобы заручиться признанием своего царствования римлянами, Трифон отправил в Рим золотую статую богини Ники. Римский сенат решил принять её в качестве подарка от Антиоха VI и не стал признавать Трифона. Нет никаких свидетельств того, что кто-либо из соседних царей также признавал царствование Трифона[6]..

### Война против Деметрия II и Антиоха VII
Став царем, Трифон расширил свою власть, по крайней мере, до Птолемаиды-Акке и Дора. Тем временем Деметрий в 139/138 г. отправился на восток для борьбы с парфянами, которые годом ранее захватили контроль над Месопотамией. Он потерпел поражение и был захвачен ими в плен в июле или августе 138 г., оставив Трифона безраздельным правителем оставшихся владений Селевкидов.
Однако почти сразу же брат Деметрия, Антиох VII Сидет, начал войну против Трифона. Он провозгласил себя царем Антиохом Эвергетом, покинул свой дом на Родосе и высадился в Финикии, столкнувшись с решительным сопротивлением. Он женился на жене Деметрия, Клеопатре Теи, что ещё больше укрепило его положение. Согласно нумизматике, многие прибрежные города остались верны Трифону, но Сидон и Тир сразу же присоединились к Антиоху. AАнтиох также успешно одержал победу над Симоном Тасси, подтвердив и увеличив предоставленные его братом дары.
Антиох победил Трифона в битве и взял Антиохию под свой контроль к середине 138 года до н. э. Он двинулся на юг, к городу-крепости Дор, где был осажден. Оттуда Трифон бежал морем в Ортосию и направился в родную Апамею, где снова был осажден. Он умер в конце 138 или начале 137 года до н. э. Некоторые источники утверждают, что он был схвачен и казнен, другие — что он покончил с собой..